# Camilo (calciatore 1986)
Fernando Camilo Farias (Rio de Janeiro, 9 marzo 1986) è un calciatore brasiliano, centrocampista del Botafogo-PB in prestito dal Figueirense.

## Caratteristiche tecniche
È un trequartista.

## Carriera
È cresciuto nelle giovanili di America-RJ e RS Futebol.

## Palmarès

### Competizioni statali
- Campionato Mineiro: 1

Cruzeiro: 2008

### Competizioni nazionali
- Campeonato Brasileiro Série C: 1

Mirassol: 2022